# Liten sönderfallslav
Liten sönderfallslav (Bactrospora corticola) är en lavart som först beskrevs av Elias Fries, och fick sitt nu gällande namn av Sigfrid Oskar Immanuel Almquist. Liten sönderfallslav ingår i släktet Bactrospora och familjen Roccellaceae.  Arten är reproducerande i Sverige. Inga underarter finns listade i Catalogue of Life.